# Leonard Skinner
 (mars 2011).
Si vous disposez d'ouvrages ou d'articles de référence ou si vous connaissez des sites web de qualité traitant du thème abordé ici, merci de compléter l'article en donnant les références utiles à sa vérifiabilité et en les liant à la section « Notes et références ».
Leonard Skinner est un professeur de sport né le 11 janvier 1933 à Jacksonville et mort dans sa ville natale le 20 septembre 2010 des suites de la maladie d'Alzheimer.
Enseignant au lycée Robert E. Lee de Jacksonville, Leonard Skinner a la réputation d'être très autoritaire et farouchement hostile aux hippies et autres porteurs de cheveux longs. En 1970, il fit traduire à plusieurs reprises devant le principal du collège un de ses jeunes élèves qui refusait de porter une coupe de cheveux courte : il s'agissait de Gary Rossington, jeune guitariste qui essayait à l'époque de former un groupe de rock avec quelques copains. L'incident marque profondément Gary Rossington qui propose à son groupe d'adopter le nom de Leonard Skinner en signe de moquerie et de dérision tout en insistant sur la prononciation très accentuée du patronyme : c'est ainsi que Leonard Skinner donna son nom à Lynyrd Skynyrd dont le premier album publié en 1973 est intitulé (pronounced 'lĕh-'nérd 'skin-'nérd) (Nerd signifiant "binoclard" ou "fayot" en anglais).
Dans les années 1970, Leonard Skinner se reconvertit dans l'immobilier et devient un des principaux agents de Floride. Il rencontre même à plusieurs reprises les membres de Lynyrd Skynyrd et réussit à établir des relations presque normalisées avec le groupe, malgré ses plaintes récurrentes concernant les multiples canulars téléphoniques dont est victime son agence de la part des fans du groupe.